# Dawood Sarkhosh
Dawood Sarkhosh (persiska داوود سرخوش), född 1971 i Uruzgan i Afghanistan. Han är en hazarisk musiker, kompositör och sångare. Sarkhosh började skriva poesi vid 9 års ålder. Hans inspiration kom från hans äldre bror Sarwar Sarkhosh, som var en framstående musiker i regionen. Av sin bror lärde sid Dawood i övre tonåren att sjunga och spela stränginstrumentet dambura. Senare lärde han sig spela harmonium hos den pakistanske kompositören Arbab Ali Khan.
Hans bror Sarwar Sarkhosh dog när Dawood var 20 år gammal och hans familj flydde, först till Peshawar och sedan till Quetta i Pakistan.
Dawood Sarkhosh började ett nytt liv genom att skriva och framföra poetiska sånger med texter om separation, exil och längtan. Han bygger på och utvecklar den afghanska musiktradition som riskerade att förstöras under talibanregimens (1996-2001) förbud mot musik. Hans konserter bygger på sångernas poetiska kraft och är mycket uppskattade av exilafghaner.
1998 släppte han sitt första album som heter Sarzamin-e Man (Mitt hemland). Han blev känd i Iran och Tadzjikistan.
Sarkhosh bor i Österrike med sin familj. Han är gift med Kubra Nekzad Sarkhosh; de har tre barn: Saboor, Zulfighar och Yasin.

## Diskografi
- 1998 - Sarzamin-e Man ("Mitt hemland")
- 2000 - Prijo eller Pareejo ("Fe")
- 2004 - Sepid-o-Siah ("Svart och Vit")
- 2005 - Khana e Geeli ("Lerhus")
- 2008 - Maryam ("Maria")